# La Colònia Manuela
La Colònia Manuela es un nucli del municipi de Cardona (Bages) situat al costat de la Coromina i als peus de la carretera de Manresa.
La Colònia Manuela fou construïda l'any 1926, està formada per un conjunt de 24 d’habitatges de propietat municipal, que havia estat i encara és en part, residencia dels antics treballadors de les empreses mineres del municipi.